# Halichaetonotus italicus
Halichaetonotus italicus is een buikharige uit de familie Chaetonotidae. Het dier komt uit het geslacht Halichaetonotus. Halichaetonotus italicus werd in 1997 voor het eerst wetenschappelijk beschreven door Balsamo, Hummon, Todaro & Tongiorgi. 